# Tomás Campos
Tomás Alberto Campos Alejandre (Tuxpan, 14 settembre 1975) è un ex calciatore messicano, di ruolo difensore.